# ساموئل هوار
ٰٰ
ساموئل هُوارْ (انگلیسی: Samuel Hoare, 1st Viscount Templewood؛ ۲۴ فوریه ۱۸۸۰ – ۷ مه ۱۹۵۹) یک سیاست‌مدار و دیپلمات اهل بریتانیا بود.